# Leingarten
Leingarten est une commune d'Allemagne située dans le Bade-Wurtemberg.
Leingarten est jumelée avec  Lésigny (Seine-et-Marne) (France).